# Сібін
Сібін (пол. Sibin, нім. Zebbin) — село в Польщі, у гміні Камень-Поморський Каменського повіту Західнопоморського воєводства.
Населення — 142 особи (2011).
У 1975-1998 роках село належало до Щецинського воєводства.

## Демографія
Демографічна структура станом на 31 березня 2011 року:
|          | Загалом | Допрацездатний вік | Працездатний вік | Постпрацездатний вік |
| -------- | ------- | ------------------ | ---------------- | -------------------- |
| Чоловіки | 74      | 21                 | 53               | 0                    |
| Жінки    | 68      | 18                 | 44               | 6                    |
| Разом    | 142     | 39                 | 97               | 6                    |